# بورجا اگرینتسو
بورجا اگرینتسو (انگلیسی: Borja Agirretxu؛ زادهٔ ۲۵ اوت ۱۹۶۸) بازیکن فوتبال اهل اسپانیا است.
از باشگاه‌هایی که در آن بازی کرده‌است می‌توان به باشگاه فوتبال اتلتیک بیلبائو، باشگاه فوتبال رئال وایادولید، باشگاه فوتبال سلتاویگو، و باشگاه فوتبال اتلتیک بیلبائو بی اشاره کرد.